# Лозоплетіння

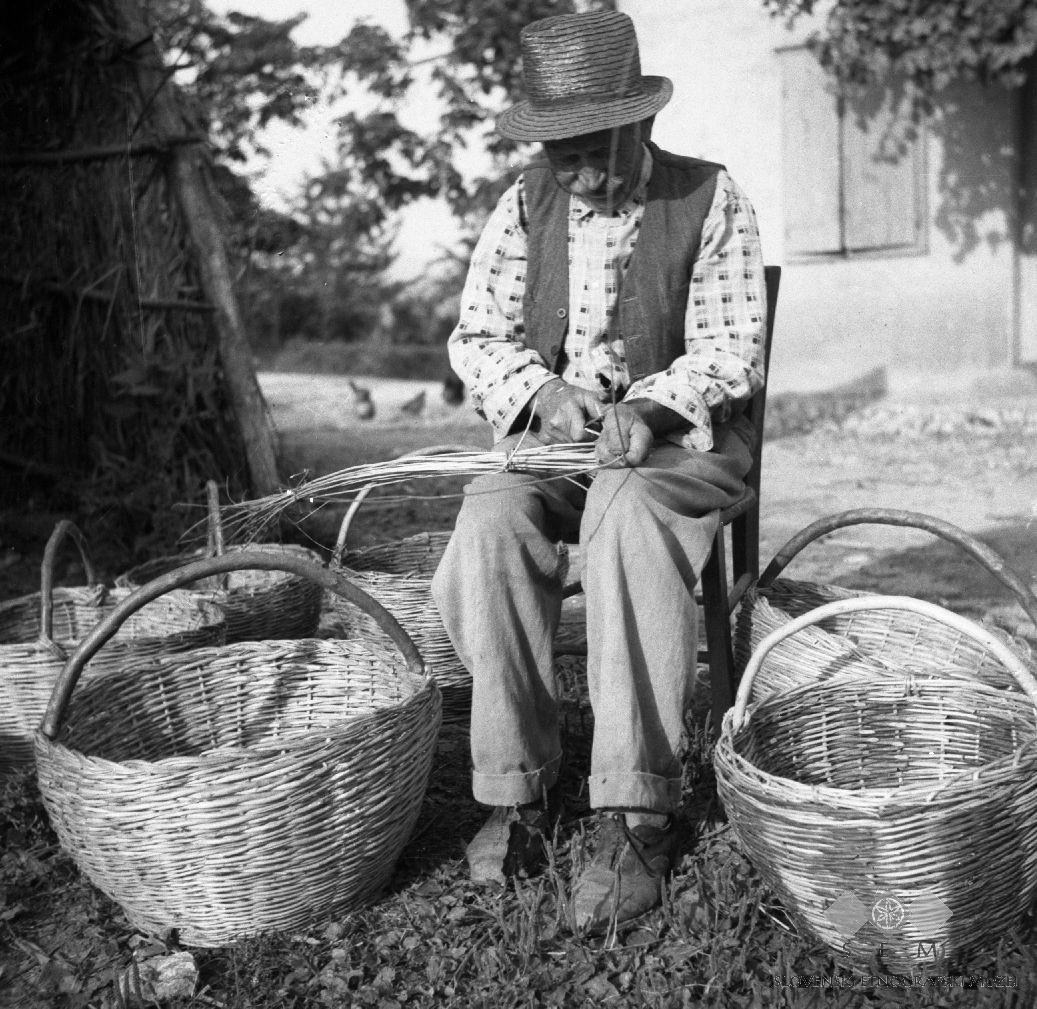
Словенський майстер плетіння з лози, 1953

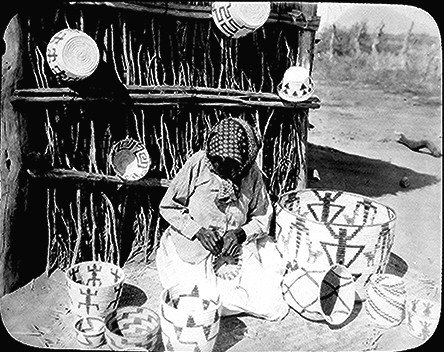
Лозопліт народу Папаго, 1916

Лозоплетіння — ремесло з виготовлення доморобних господарсько-побутових та художніх виробів з різноманітної еластичної сировини. В Україні має багаті й давні традиції, особливо на Поліссі.

## Сировина
Для плетіння використовували гнучкі легкодоступні матеріали: лозу, кору певних дерев, насамперед молодої липи (лико) та берези (берест, луб), верболоз, хвойну та дубову скіпку, коріння ялини, сосни тощо. Із дранки — тонких фанероподібних дощечок, які відщеплювали від товстих колод, ретельно обстругували і розпарювали у печі, гнули короби для сівби — сіяники. З вужчих і тонших смужок дранки, дуба, лика плели різноманітні кошелі та кошики (наприклад, солом'яники на Чернігівщині). Останні часто робили із лози з корою. Способом плетіння виконували стіни клунь, хлівів та кошар, плоти тощо. З лози та інших матеріалів плели рибальське знаряддя.
У художньому плетінні широко застосовують також трав'янисті рослини, які ростуть у воді, на берегах водойм і болотах (рогіз, ситник). Стебла соломи із жита, пшениці рідше ячменю вигідно вирізнялися золотавим кольором і глянцевим полиском.
Майстра, що виготовляв кошики, так і звали — кошикар. Лозоплетінням займалися як чоловіки, так і жінки.

### Збирання сировини
Для лозоплетіння сировину заготовляли двічі на рік. Годилися прути верби та черемхи.
- Перший термін — влітку, у липні- серпні. Ця сировина має білий колір, а кору легко зняти.
- Другий термін — восени, у жовтні-листопаді. Сировина має золотаве забарвлення, але кору зняти важко. Цю сировину виварювали в воді, а вже потім здирали кору. Вона й набувала золотавого кольору саме після виварювання.

Сировину сортували за довжиною, товщиною та природним забарвленням. В готовому виробі комбінували, наприклад, золотаві прути з фіолетовими. Осінню сировину змочували в теплій воді і під час лозоплетіння.

### Інструменти
- декілька гострих ножів
- особливий гачок
- рогулька — пристрій для розщеплення прута на 3-4 частини.

## Плетіння з кори дерева, лози, рогози і соломи

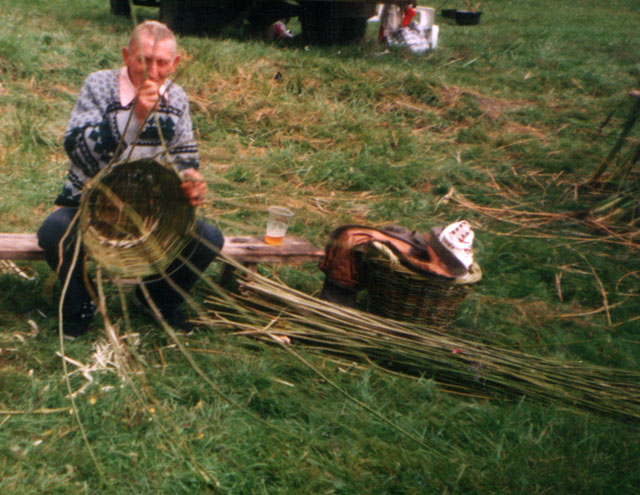
Плетіння кошика («кошулі») майстром с. Грабівка Куликівського району Чернігівської області

Плетіння з природних експериментів тварин належить до первісних виробництв. Найдавніші археологічні пам'ятки плетіння — залишки матів, мішків, кошиків, тарілок для хліба, накривок для кошиків і глиняного посуду — знайдені в Єгипті, Месопотамії, на Балканах, у Великій Британії, Швейцарії та ін. і датуються V—IV тис. до н. е. В неоліті практично виникли всі основні техніки плетіння: спіральна, полотняна, каркасна, стрічкова тощо. У наступні епохи бронзи і заліза плетіння не набуло принципово нових технічних досягнень. Наступні покоління відшліфовували уже відомі техніки, приділяючи основну увагу різноманітності і досконалості конструкції виробів. Плетені вироби багатьох народів позначені національною своєрідністю використання місцевих матеріалів, улюблених технік плетіння, виготовлення відповідних типів речей. Найдавніші пам'ятки українського плетіння походять з кінця XVIII—XIX ст. і зберігаються у музеях Києва, Львова, Ромнів та ін.
У другій половині XIX ст. лозоплетіння на Поліссі набуло широкого розвитку. Крім зазначених речей, почали виготовляти дорожні кошики та козуби, легкі дачні меблі, дитячі візочки, іграшки тощо. Кора при цьому звичайно знімалася. Залежно від конкретних виробів лозини використовували круглі або стругані чи розщеплені уздовж, у природному або пофарбованому вигляді. Почуття міри у доборі колірної гами (переважали білий, рожевий, зелений кольори, іноді жовтий та фіолетовий) свідчило про певну витонченість смаку ремісників. У лісостеповій зоні значне поширення мало плетіння з соломи. Використовувалися звичайно житня або пшенична солома, яку заготовляли під час наливання колосся, та солома стиглого вівса. Ці матеріали мали приємний золотаво-блискучий колір.
З них плели передусім дуже популярні в цьому регіоні головні убори — брилі. Використовуючи також розколоті лозини, лико чи мотузки, виготовляли солом'яні сіяники, плетінки (кадовби, солом'яники) для зберігання зерна й інших продуктів, одягу тощо. Кошики та сумки плели ще з рогози. У Карпатах та на Поліссі було поширене плетіння з вузьких смужок вичиненої або сиром'ятної шкіри — кінської збруї та ряду побутових речей. З пофарбованих вовняних ниток повсюдно плели різноколірні, часто вкриті орнаментом пояси.
В Україні було відомо кілька технік плетіння, найпоширеніші з
них — спіральна і хрестоподібна. Менше застосовувалися складніші квадратна та рядова техніки. З кінця XIX ст. поширилося П. ажурною та вірьовочною техніками. Вироби українських майстрів плетіння відзначалися чистотою і тонкістю роботи. Після певної перерви, що була зумовлена нігілістичним ставленням до кустарної промисловості взагалі, в останні десятиліття попит на плетені вироби відчутно зріс. Як витвори прикладного мистецтва вони є широко популярними.